# رود کوسوفکا
رود کوسوفکا (روسی: Косовка) یک رودخانه در سرزمین کراسنویارسک کشور روسیه است.